# Опсада Будима (1541)
Опсаду Будима извршила је аустријска војска 1541. године. Град је бранио Ђорђе Утјешановић Мартинуци, вазал османског султана Сулејмана. Опсада је завршена неуспешно. 

## Опсада
Метежи у Угарској достигли су врхунац 1540. године. Фердинанд је подстакао побуну ердељског кнеза Стефана Мајлата. Запољу је ударила капља док је опседао Мајлата у Фогарашу. Полумртвог краља пребацили су у Сасшебеш где га је затекла вест да му се у Будиму родио син Јован Сигисмунд. На самртној постељи, Запоља га је одредио за наследника. Бригу над малолетним краљем преузео је Ђорђе Утјешановић, великоварадински бискуп. Фердинандова војска 1541. године поново је опсела Будим. Опсаду је предводио Виљем од Рогендорфа. Утјешановић је одбио све нападе и позвао у помоћ Мехмед-бега Јахјапашића. У сукобу са турском војском погинуо је Виљем од Рогендорфа. Сукоби у Угарској изазвали су нов поход султана Сулејмана на Угарску. 